# Саткебучаво
Саткебучаво (груз. სატყებუჩავო) — село в Грузии, на территории Сенакского муниципалитета края (мхаре) Самегрело-Верхняя Сванетия.

## География
Село находится в западной части Грузии, в междуречье Хобицкали и её левого притока реки Зана, на расстоянии приблизительно 14 километров (по прямой) к северу от города Сенаки, административного центра муниципалитета. Абсолютная высота — 103 метра над уровнем моря.

## Население
По результатам официальной переписи населения 2014 года в Саткебучаво проживало 264 человека (139 мужчин и 125 женщин). В национальной структуре населения грузины составляли 100 %.
| Год  | Население, человек |
| ---- | ------------------ |
| 2002 | 339                |
| 2014 | ↘ 264              |